# الاتهام (فلم 1934)
الاتهام هو فيلمٌ مصريٌ أُنتج عام 1934.

## قصة الفيلم
بهيجة (بهيجة حافظ) متزوجة من سامي بك (عزيز فهمي). تعيش حياة سعيدةً مع زوجها وابنتهما. تدعوها صديقتها زوزو (زينب صدقي) لحضور حفل زفافها. لكن زوجها يطردها بعد رجوعها من الحفل، ويحرمها من رؤية ابنتها بدون سبب.
تلتقي بهيجة في إحدى الحفلات بابن عمها شوكت (زكي رستم)، وهو الذي كان يرغب أن يتزوجها قبل سامي بك، وعاوده الأمل في الزواج بعد ظهور الخلاف بين بهيجة وسامي. لكن يُلقى القبض على بهيجة في حديقة المنزل، بعد أن قُتل شاب برصاصة في تلك الحديقة. يتولى شوكت الدفاع عن ابنة عمه في هذه الجريمة الغامضة.

## وصلات خارجية
- مقالات تستعمل روابط فنية بلا صلة مع ويكي بيانات
- الاتهام على الدهليز
- الاتهام على كاروهات